# Milton Cato
Milton Cato (ur. 3 czerwca 1915, zm. 10 lutego 1997 w Kingstown na wyspie Saint Vincent) – socjalistyczny polityk Saint Vincent i Grenadyn. W 1955 był jednym z założycieli Partii Pracy Saint Vincent. W latach 1967–69 pełnił funkcję szefa ministrów państwa stowarzyszonego z Wielką Brytanią-Saint Vincent i Grenadyny. W latach 1969–1972 pełnił funkcję premiera tego kraju. Ponownie pełnił tę funkcję w latach 1974–84. w 1979 doprowadził swój kraj do niepodległości od Wielkiej Brytanii.